# Draba koeiei
Draba koeiei är en korsblommig växtart som beskrevs av Karl Heinz Rechinger. Draba koeiei ingår i släktet drabor, och familjen korsblommiga växter. Inga underarter finns listade i Catalogue of Life.